# Théodore Barrois
Pour les articles homonymes, voir Barrois (homonymie).
Théodore Charles Barrois, né le 10 février 1857 à Lille (Nord) et décédé le 9 juin 1920 à Neuilly-sur-Seine (Hauts-de-Seine)  est un médecin, parasitologue, zoologue, industriel et homme politique français.

## Biographie
Théodore Barrois est le fils de Théodore Barrois (1825-1899)  et petit-fils de Théodore Barrois (1792-1851) filateurs à Fives Lille. La famille Théodore Barrois est actionnaire de la Compagnie des mines de Lens.
Il fait des études de médecine et de zoologie. Il devient docteur en médecine avec une thèse intitulée Contribution à l'étude des enveloppes du testicule, soutenue en juillet 1882 sous la présidence du professeur Frédéric Tourneux à la Faculté de médecine de Lille. Il obtient une thèse en sciences naturelles en 1885 sur Les glandes du pied et les pores aquifères chez les lamellibranches de l'université de Paris.
De divers voyages accomplis comme naturaliste, à la station biologique de Roscoff (été 1880) en Laponie (avril-août 1881), aux Açores (6 mois en 1887) en Palestine et en Syrie (mars-juin 1890), il rapporte les éléments de plusieurs monographies. Ses travaux portèrent notamment sur les crustacés et les échinodermes, sur les lamellibranches (1885), sur les rotifères (1895), sur les insectes et la faune des eaux des Açores (1896) et sur les ténias (1897).
Il est maître de conférences à la faculté de pharmacie de Lille en 1885, professeur agrégé  de zoologie en 1886, puis titulaire de la chaire de parasitologie, créée pour lui en 1894.
Avec ses collègues Paul Hallez et Romain Moniez, il fonde la Revue biologique du Nord de la France qui publie 7 numéros de 1889 à 1895. Il est président de la Société géologique du Nord en 1891.
Il est député du Nord de 1898 à 1906 sympathisant de l'Union libérale républicaine.
Il est président de la Société des sciences, de l'agriculture et des arts de Lille en 1908.
Il exerce également d'importantes fonctions administratives à l'institut pasteur à Lille et au comité central des houillères de France. En 1905, Théodore Barrois devient vice-président des Établissements Kuhlmann. La Fosse n° 9 des mines de Lens porte son nom.

## Publications
- Contribution à l'étude des enveloppes du testicule. L. Daniel (Lille), 1882, Texte disponible en ligne sur LillOnum
- Société des Sciences, de l'Agriculture et des Arts de Lille : Séance solennelle du 7 juin 1903 : prix de l'année 1902. (avec Agache-Kuhlmann). Imprimerie L. Danel (1903), Texte disponible en ligne sur LillOnum